# Detroit Athletic Club
El Detroit Athletic Club (a menudo denominado DAC) es un club social privado y un club deportivo ubicado en el corazón del distrito de teatros, deportes y entretenimiento de Detroit, Míchigan. Se encuentra al otro lado de la calle del histórico Music Hall. La casa club fue diseñada por Albert Kahn e inspirada en el Palacio Farnesio de Roma. Mantiene acuerdos recíprocos para sus miembros en otros clubes privados en todo el mundo. Contiene instalaciones deportivas de servicio completo, piscinas, restaurantes, salones de baile y habitaciones. Los miembros incluyen profesionales de negocios de todo tipo, así como atletas profesionales. El edificio es visible más allá del campo central desde el Comerica Park.

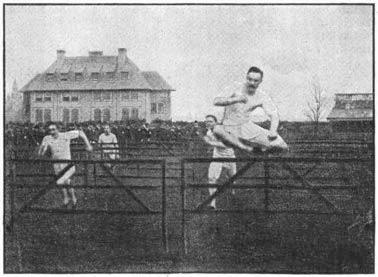
Detroit Athletic Club en 1888.

## Descripción
El DAC se organizó en 1887. En 1913, su junta directiva le encargó al arquitecto Albert Kahn que diseñara su nueva casa club. La estructura ornamentada de seis pisos se inspiró en el viaje de Kahn a Roma y Florencia para ver la arquitectura renacentista. En particular, el Palacio Borghese y el Palacio Farnesio. Fue inaugurado el 17 de abril de 1915 en la zona del Downtown.
A las mujeres no se les permitió convertirse en miembros con derecho a voto hasta 1986. En la década de 1990, la membresía dedicó fondos sustanciales a una importante renovación del edificio.